# Цимохи (Вармінсько-Мазурське воєводство)
Цимохи (пол. Cimochy, нім. Groß Czymochen) — село в Польщі, у гміні Велички Олецького повіту Вармінсько-Мазурського воєводства.
Населення — 413 осіб (2011).
У 1975-1998 роках село належало до Сувальського воєводства.

## Демографія
Демографічна структура станом на 31 березня 2011 року:
|          | Загалом | Допрацездатний вік | Працездатний вік | Постпрацездатний вік |
| -------- | ------- | ------------------ | ---------------- | -------------------- |
| Чоловіки | 204     | 38                 | 151              | 15                   |
| Жінки    | 209     | 45                 | 122              | 42                   |
| Разом    | 413     | 83                 | 273              | 57                   |